# Reformy józefińskie

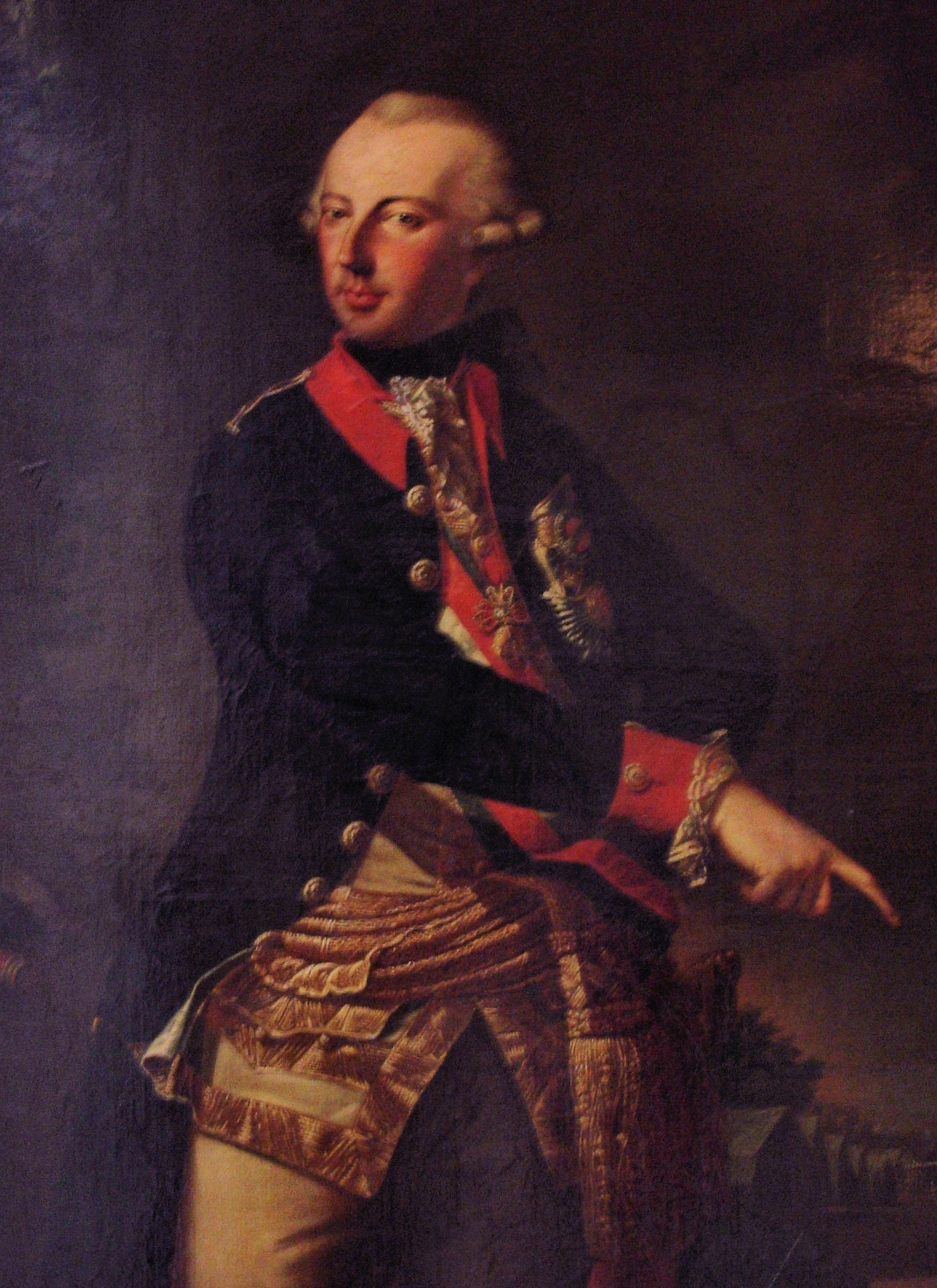
Józef II Habsburg

Reformy józefińskie – reformy administracyjne, kościelne, sądownicze, społeczne, agrarne, szkolne i wojskowe, wprowadzone w Austrii w latach 1780–1790 przez cesarza Józefa II Habsburga.
Reformy józefińskie miały służyć idei stworzenia nowoczesnego państwa, centralizmu i wewnętrznej konsolidacji państwa, podniesienia jego poziomu gospodarczego i podporządkowaniu państwu Kościoła katolickiego (tzw. józefinizm). Celem była również likwidacja przeżytków stanowych oraz odebranie władzy feudalnym rządcom poszczególnych prowincji i ziem.

## Reformy agrarne
W zakresie stosunków agrarnych zalicza się do nich także reformy z lat 1765–1780, z okresu jego współregencji z matką, Marią Teresą. Głównym celem reform agrarnych było zwiększenie możliwości podatkowych chłopów, poprawa ich położenia jako dostarczycieli rekruta oraz rozładowanie napiętej sytuacji na wsi. W 1767 ograniczono na Węgrzech pańszczyznę i zakazano rugowania chłopów z ziemi.
Podobne patenty regulujące sytuację chłopów wydano w 1771 dla Śląska Cieszyńskiego, w 1772 dla Dolnej Austrii, w 1775 dla Czech, Moraw i Galicji, w 1778 dla Styrii. Tzw. patent urbarialny wprowadzony w 1767 roku przez cesarzową Marię Teresą, ograniczający pańszczyznę do 2 dni w tygodniu, w Siedmiogrodzie nie został wprowadzony z powodu sprzeciwu szlachty.
W 1781 cesarz zniósł poddaństwo osobiste chłopów i ograniczył jurysdykcję patrymonialną, chłopi otrzymali wolność przenoszenia się z miejsca na miejsce, wprowadzono zakaz ich rugowania, dziedziczne prawo do zajmowania gruntów, możliwość procesowania się z panami, określono ich powinności wobec dworu.
W Galicji w 1775 zniesiono pańszczyznę w niedziele i święta, a także zakazano jej zwiększania. Zabroniono panom stosowania kar grzywny oraz ograniczono kary cielesne. W 1781 zezwolono chłopom na odwoływanie się do władz państwowych od wyroku sądu pańskiego i określono minimum pańszczyzny od kmieci na 3 dni w tygodniu. W 1782 rozciągnięto na Galicję ustawę o zniesieniu poddaństwa (jednak tylko dla części chłopów). Ustanowiono w 1785 odpowiedzialność materialną dziedzica za skrzywdzenie poddanego. W następnym roku pozbawiono panów funkcji sądowniczych oraz szczegółowo określono metody egzekwowania pańszczyzny (tzw. Robotpatent) i jej maksymalnego wymiaru (156 dni w roku). W 1787 zapewniono nieusuwalność z gruntów chłopów spełniających swoje powinności.

## Reforma administracji państwowej
Dokonano centralizacji naczelnych instytucji administracji państwowej, zniesiono zarządy krajowe, rozbudowano zaś administrację prowincjonalną. W 1781 zniesiono również większość prawnych ograniczeń dotyczących Żydów, otwierając drogę do ich asymilacji i aktywizacji gospodarczej.
Wprowadzono język niemiecki jako urzędowy na terenie całego kraju (na Węgrzech wcześniej była to łacina).
W 1784 wprowadzono ostry system protekcyjny, zakazując sprowadzania do monarchii tych zagranicznych produktów, które mogły być zastąpione krajowymi (sprowadzane mimo zakazu luksusowe towary publicznie palono).
W 1789 przygotowano głęboką reformę systemu podatkowego, którego podstawą miał być dochód z ziemi (opodatkowanie zarówno gruntów chłopskich, jak i dominialnych), przy całkowitej zamianie pańszczyzny na czynsze, nie został on jednak wprowadzony.
W 1784 włączono Galicję w austriacki obszar celny. Reformy administracyjne po 1780 znacznie ograniczyły kompetencje lwowskiego Gubernium, zarządzającego dotąd Galicją.

## Reforma prawa
Skodyfikowano prawo sądowe: w 1783 wprowadzono śluby cywilne, w 1786 nowy kodeks cywilny, w 1787 – karny (tzw. Józefina), znoszący m.in. procesy o czary i apostazję, kwalifikowaną karę śmierci (w praktyce – w ogóle karę śmierci). Już w 1773 utworzono Fundusz Edukacyjny, któremu przekazano majątek skasowanego w 1773 zakonu jezuitów, następnie dokonano głębokiej reformy szkolnictwa powszechnego (do 1780 powstało około 500 nowych szkół ludowych). W 1781 wydano edykt o tolerancji dla protestantów i prawosławnych (patent tolerancyjny), w 1782 – dekret o kasacie wszystkich zgromadzeń zakonnych (pierwsze kasaty już w 1769) nie zajmujących się szkolnictwem, nauką lub opieką nad chorymi (zlikwidowano ponad 700 domów zakonnych skupiających ok. 38 tys. zakonników i zakonnic). Skonfiskowane majątki przeznaczono przede wszystkim na rozbudowę sieci parafii (w latach 1782–1783 utworzono około 800 nowych parafii), stworzono państwowy system kształcenia duchownych.

## Reforma wojska
Reformowano i powiększano armię, wprowadzając pruskie wzory i nowy system poboru (dożywotnia służba wojskowa chłopów).

## Skutki reform
Rządy Józefa II, początkowo „wolnomyślne”, wkrótce ewoluowały ku systemowi policyjnemu: od 1782 organizowano i rozbudowywano w poszczególnych krajach monarchii dyrekcje policji, sieć tajnych agentów, system szpiegostwa, donosicielstwa i prowokacji.
Reformy józefińskie w wielu przypadkach zbyt radykalne na owe czasy, w innych zaś nie spełniające rozbudzonych oczekiwań (np. chłopów czy mieszczan), ograniczały też partykularne interesy poszczególnych krajów monarchii.
Spotkały się z tego powodu z silnym oporem prawie wszystkich stanów i prowincji, zwłaszcza na Węgrzech (powstanie chłopskie w Siedmiogrodzie w 1784) i w Belgii (powstanie antyaustriackie w latach 1789–1791). W latach 1790–1792 zostały one w znacznej części wycofane lub złagodzone przez cesarza Leopolda II.
Reformy józefińskie, wbrew intencjom twórców, przyśpieszyły także powstanie nowoczesnych ruchów narodowościowych.